# Torymoides
Torymoides is een geslacht van vliesvleugeligen uit de familie Torymidae. De wetenschappelijke naam van dit geslacht is voor het eerst geldig gepubliceerd in 1871 door Walker.

## Soorten
Het geslacht Torymoides omvat de volgende soorten:
- Torymoides acaciae (Cameron, 1912)
- Torymoides affinis (Masi, 1926)
- Torymoides aligherini (Girault, 1927)
- Torymoides amabilis Walker, 1871
- Torymoides anamalaianus (Mani & Kaul, 1972)
- Torymoides antipoda (Kirby, 1883)
- Torymoides ashmeadi (Crawford, 1910)
- Torymoides asphondyliarum (Kieffer, 1910)
- Torymoides atricornis (Girault, 1915)
- Torymoides australiensis (Girault, 1913)
- Torymoides binduae Narendran & Girish Kumar, 2010
- Torymoides bipunctatus (Szelényi, 1973)
- Torymoides bouceki (Zerova & Seregina, 1993)
- Torymoides boucekianus Grissell, 2005
- Torymoides breviventris (Girault, 1915)
- Torymoides capricornis (Girault, 1915)
- Torymoides cinctiventris (Girault, 1915)
- Torymoides comicus Grissell, 2006
- Torymoides confluens (Boucek, 1969)
- Torymoides daonus (Walker, 1838)
- Torymoides dispar (Masi, 1916)
- Torymoides eltonicus (Zerova & Seregina, 1993)
- Torymoides erythromma (Kieffer, 1910)
- Torymoides eucalypti (Ashmead, 1900)
- Torymoides festiva (Kieffer, 1910)
- Torymoides fuscus Zhao & Xiao, 2010
- Torymoides gifuensis (Ashmead, 1904)
- Torymoides hyalipennis (Szelényi, 1973)
- Torymoides iole (Girault, 1915)
- Torymoides justitia (Girault, 1915)
- Torymoides keralensis Narendran, 1994
- Torymoides kiesenwetteri (Mayr, 1874)
- Torymoides latus (Boucek, 1978)
- Torymoides lindbergi (Ferrière, 1960)
- Torymoides longicaudis (Zerova & Seryogina, 2001)
- Torymoides maculiventris (Szelényi, 1973)
- Torymoides nikolskayae (Zerova & Seregina, 1993)
- Torymoides obscuripennis (Szelényi, 1973)
- Torymoides osinius (Walker, 1839)
- Torymoides periyarensis Sureshan & Narendran, 2002
- Torymoides piceae (Kamijo, 1963)
- Torymoides semisanguineus (Girault, 1915)
- Torymoides smithi (Schread, 1937)
- Torymoides sulcius (Walker, 1839)
- Torymoides sureshani Narendran, 1994
- Torymoides swaedicola (Kieffer, 1910)
- Torymoides taruni Narendran & Girish Kumar, 2010
- Torymoides testacea (Kieffer, 1910)
- Torymoides tragicus Grissell, 2006
- Torymoides transrugosus (Szelényi, 1982)
- Torymoides triangularis (Girault, 1913)
- Torymoides unguttatipennis (Girault, 1915)
- Torymoides unimaculatus (Girault, 1913)
- Torymoides vibidia (Walker, 1839)
- Torymoides violaceus (Nikol'skaya, 1954)
- Torymoides yamurtalikiensis (Doganlar, 1989)